# Let's Be Us Again
Let's Be Us Again è il sesto album in studio del gruppo di musica country statunitense Lonestar, pubblicato nel 2004.

## Tracce
1. Class Reunion (That Used to Be Us) (McDonald, Frank J. Myers, Don Pfrimmer) – 4:32
2. County Fair (Richie McDonald, Robbie Cheuvront, Chris Waters) – 3:52
3. Let's Be Us Again (McDonald, Maribeth Derry, Tommy Lee James) – 3:53
4. That Gets Me (Bob DiPiero, McDonald, Tom Shapiro) – 3:53
5. Women Rule the World (Brett James, Dean Sams) – 3:53
6. What I Miss the Most (Michael Britt, McDonald, Myers) – 3:54
7. Let Them Be Little (Billy Dean, McDonald) – 4:01
8. T. G. I. F. (Philip Douglas, Ron Harbin, McDonald) – 2:54
9. Summertime (Rivers Rutherford, Shapiro, Sams) – 3:55
10. Now (Steve Robson, Jeffrey Steele) – 4:05
11. Mr. Mom (Harbin, McDonald, Pfrimmer) – 3:28
12. From There to Here (feat. Randy Owen) (Harbin, McDonald, Pfrimmer) – 3:32
13. Somebody's Someone (McDonald) – 4:20